# طريق مدينة كيبيك-ويندسور

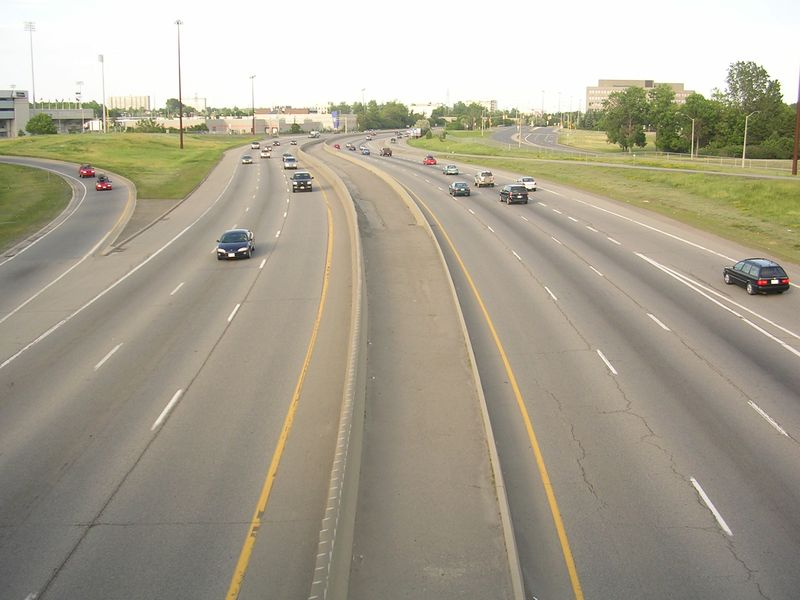
طريق يوصل بينهما

خريطة المنطقة

كوريدور كيبيك سيتي -ويندسور كوريدور هي أكثر المناطق اكتظاظا بالسكان وبكثافة الصناعية في كندا كما يشير اسمها فهي تمتد من مدينة كيبيك في شرق البلاد إلى وندسور يوجود أكثر من 18 مليون نسمة فيها 51% من سكان كندا يتواجدون فيها وفقا لتعداد عام 2001.